# Fort de Jamrud

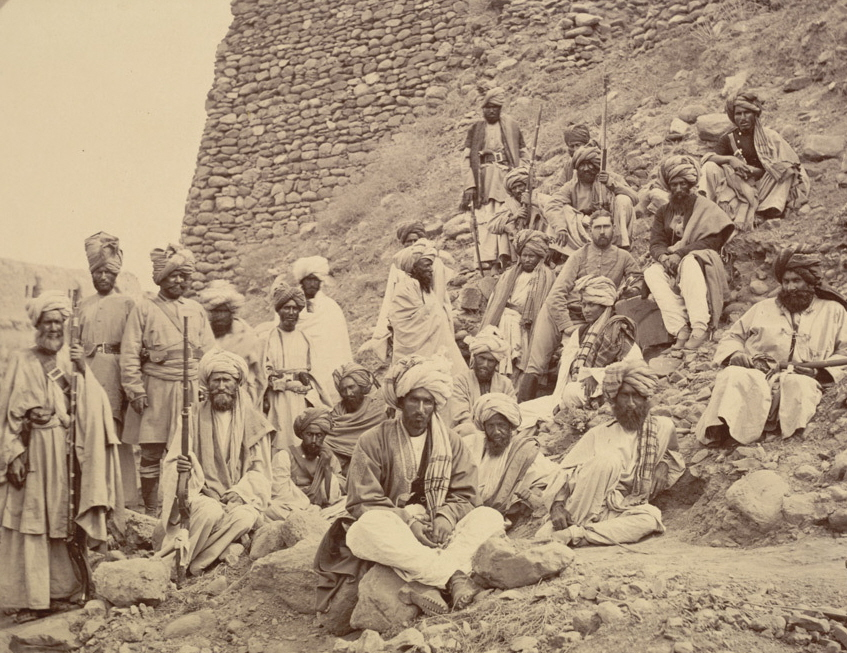
Caps paixtus i l'oficial polític britànic al fort de Jamrud el 1878, foto de John Burke, corresponsal de guerra.

El Fort de Jamrud és una antiga fortalesa a l'agència del Khyber, una de les zones de les Àrees Tribals d'Administració Federal al Pakistan i antigament al districte de Peshawar, propera al pas de Khyber. El poble de Jamrud (Urdú: جمرود) està a la vora del fort.
La fortalesa fou ocupada per Hari Singh, general de Ranjit Singh de Lahore, el [1836]; l'abril de 1837 Dost Muhammad, l'emir afganès, va enviar una tropa per atacar als sikhs i després d'una batalla incerta els afganesos no van aconseguir el seu objectiu però el general Hari Singh va morir.
Durant les operacions militars de 1878-1879 va esdevenir la fortalesa extrema de la frontera amb l'Afganistan en el territori en poder dels britànics. Aquestos el van reforçar i ampliar per acollir guarnició de 350 homes hi fou seu del cos dels Khyber Rifles.